# 虹の空
「虹の空」は、FLOWの楽曲。バンドのメジャー29枚目のシングルとして2015年8月12日にKi/oon Musicから発売された。

## 解説
表題曲の「虹の空」は、テレビアニメ「NARUTO -ナルト- 疾風伝」の34代目のエンディングテーマ。
FLOWの力強さはそのままに、アニメの世界観とリンクする歌詞、最強の泣きソング。
2曲目の「光追いかけて」は、2015年3月21より配信限定シングルとして、0円＋税で配信されている。4曲目の「光追いかけてｆeat松岡広大」は、ライブスペクトラム(舞台版ＮＡＲＵＴＯ)でナルト役を務める松岡広大がゲストボーカルで参加しているバージョンである。
「初回仕様限定盤」は「NARUTO- ナルト-」描き下ろしワイドキャップステッカーが封入されている。

## 収録曲
1. 虹の空
2. 光追いかけて
3. connection
4. 光追いかけてfeat. 松岡広大
5. 虹の空　-Instrumental-